# San José de los Llanos
San José de los Llanos é um município da República Dominicana pertencente à província de San Pedro de Macorís. Inclui, além da capital, dois distritos municipais: Gautier e El Puerto.
Sua população estimada em 2012 era de 38 989 habitantes.